# Миколаївська сільська рада (Дворічанський район)
Микола́ївська сільська́ ра́да — адміністративно-територіальна одиниця та орган місцевого самоврядування у Дворічанському районі Харківської області. Адміністративний центр — село Миколаївка.

## Загальні відомості
- Миколаївська сільська рада утворена 4 лютого 1943 року.
- Територія ради: 45,364 км²
- Населення ради: 637 осіб (станом на 2001 рік)
- Водоймища на території, підпорядкованій даній раді: річка Оскіл, озеро Леб'яже.

## Населені пункти
Сільській раді підпорядковані населені пункти:
- с. Миколаївка
- с. Нежданівка
- с. Павлівка
- с. Петрівка

## Склад ради
Рада складалася з 12 депутатів та голови.
- Голова ради: Смицький Володимир Володимирович
- Секретар ради: Зелена Наталія Геннадіївна

### Керівний склад попередніх скликань
| Прізвище, ім'я, по батькові      | Основні відомості                                                         | Дата обрання | Дата звільнення |
| -------------------------------- | ------------------------------------------------------------------------- | ------------ | --------------- |
| Халашевська Зоя Іванівна         | Сільський голова, 1952 року народження, позапартійна                      | 26.03.2006   | 31.10.2010      |
| Смицький Володимир Володимирович | Сільський голова, 1978 року народження, освіта вища, член Партії регіонів | 31.10.2010   |                 |

Примітка: таблиця складена за даними сайту Верховної Ради України

### Депутати
За результатами місцевих виборів 2010 року депутатами ради стали:

#### За суб'єктами висування
| Суб'єкт висування                                       | Кількість обраних депутатів | %    |
| ------------------------------------------------------- | --------------------------- | ---- |
| Партія регіонів                                         | 10                          | 83,3 |
| Політична партія Всеукраїнське об'єднання «Батьківщина» | 2                           | 16,7 |

#### За округами
| № округу                                                | Прізвище, ім'я, по батькові   | Дата визнання обраним | Освіта  | Партійна приналежність | Відомості про обраного депутата                        |
| ------------------------------------------------------- | ----------------------------- | --------------------- | ------- | ---------------------- | ------------------------------------------------------ |
| Партія регіонів                                         |                               |                       |         |                        |                                                        |
| 1                                                       | Бритик Валентина Олексіївна   | 05.11.2010            | середня | позапартійна           | Миколаївське відділення поштового зв'язку, листоноша   |
| 2                                                       | Халашевський Іван Платонович  | 05.11.2010            | середня | позапартійний          | ТОВ"Східагроконтракт", тракторист                      |
| 3                                                       | Черкасова Ірина Іванівна      | 05.11.2010            | вища    | позапартійна           | Миколаївська загальноосвітня школа, вчитель            |
| 4                                                       | Громовий Станіслав Васильович | 05.11.2010            | середня | член Партії регіонів   | ФОП «Громовий», приватний підприємець                  |
| 5                                                       | Радченко Світлана Євгенівна   | 05.11.2010            | вища    | позапартійна           | Миколаївська загальноосвітня школа, вчитель            |
| 7                                                       | Драчук Володимир Васильович   | 05.11.2010            | вища    | позапартійний          | ТОВ"Східагроконтракт", агроном                         |
| 8                                                       | Зелена Наталія Геннадіївна    | 05.11.2010            | вища    | член Партії регіонів   | Миколаївська сільська рада, секретар                   |
| 9                                                       | Зелений Микола Павлович       | 05.11.2010            | середня | член Партії регіонів   | ФОП"Зелений", приватний підприємець                    |
| 10                                                      | Радченко Олександр Михайлович | 05.11.2010            | середня | позапартійний          | Миколаївська загальноосвітня школа, кочегар            |
| 12                                                      | Бабиш Василь Михайлович       | 05.11.2010            | вища    | позапартійний          | Куп'янська дистанція залізниці, оператор               |
| Політична партія Всеукраїнське об'єднання «Батьківщина» |                               |                       |         |                        |                                                        |
| 6                                                       | Громова Наталія Іванівна      | 05.11.2010            | вища    | позапартійна           | Миколаївський фельдшерсько-акушерський пункт, фельдшер |
| 11                                                      | Красова Раїса Миколаївна      | 05.11.2010            | вища    | позапартійна           | Миколаївський фельдшерсько-акушерський пункт, фельдшер |